# Aurland
Aurland is een gemeente in de Noorse provincie Vestland gelegen aan de Aurlandsfjord. In Aurland bevindt zich de Nærøyfjord. De gemeente telde 1787 inwoners in januari 2017.
|  |

## Geschiedenis
De oorspronkelijke inwoners van het gebied waren vissers en jagers, die ongeveer 2000 jaar geleden met landbouw begonnen. De valleigronden van Aurland zijn heel vruchtbaar, maar beperkt in oppervlakte. Rond 1850 ontstond er zo een overbevolking in Aurland, waarop meer dan 1000 inwoners emigreerden, vooral naar Amerika.
Reeds in de 19e eeuw kwamen (vooral Engelse) toeristen naar Aurland om te jagen, te vissen en te genieten van het landschap. In de 20e eeuw groeide het toerisme sterk.
Naast het toerisme is de productie van elektriciteit door waterkracht sinds 1969 een belangrijke inkomstenbron voor Aurland.

## Bestuurlijke indeling
Aurland bestaat uit de deelgemeenten Aurlandsvangen, Flåm, Undredal en Gudvangen. De dorpskernen liggen aan de vlakke riviermondingen, omgeven door een landschap van fjorden en bergen.

## Verkeer en vervoer
Aurland is goed bereikbaar met de trein en dagelijks meren verschillende ferryboten aan in de havens van de deelgemeenten.
De recente constructie van tunnels (onder andere de Lærdaltunnel, geopend in 2000, die Aurland met Lærdal verbindt en met 24,5 km de langste wegtunnel ter wereld is) maakte Aurland ook met de auto goed bereikbaar. Circa 6 kilometer buiten Aurland, aan de weg RV 243 (Sneeuwweg), bevindt zich een uitzichtspunt op de Aurlandsfjord, Stegastein genaamd.
Er is een veerverbinding van Gudvangen - Kaupanger naar Lærdal.

## Foto's

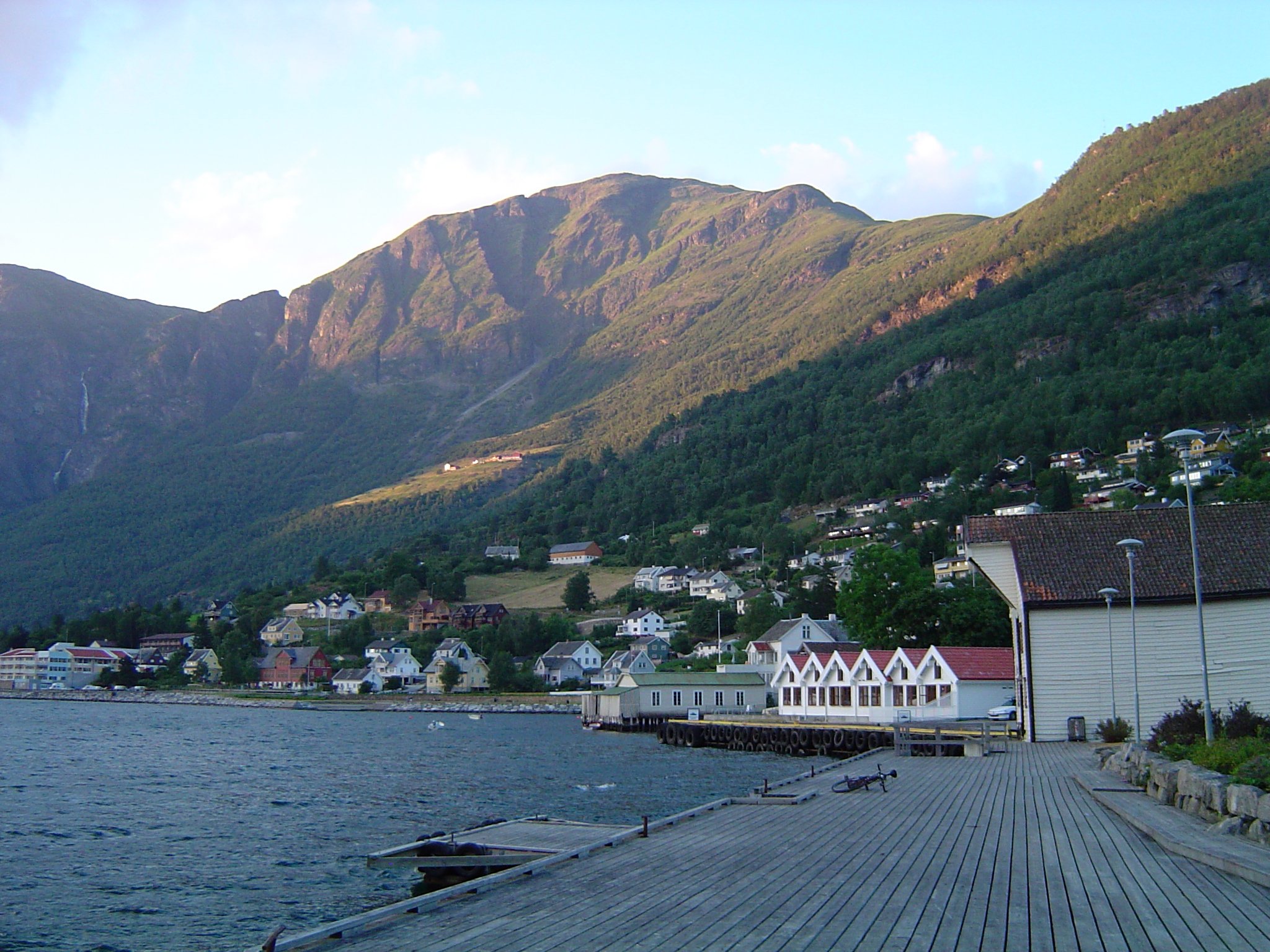
Aurlandsvangen
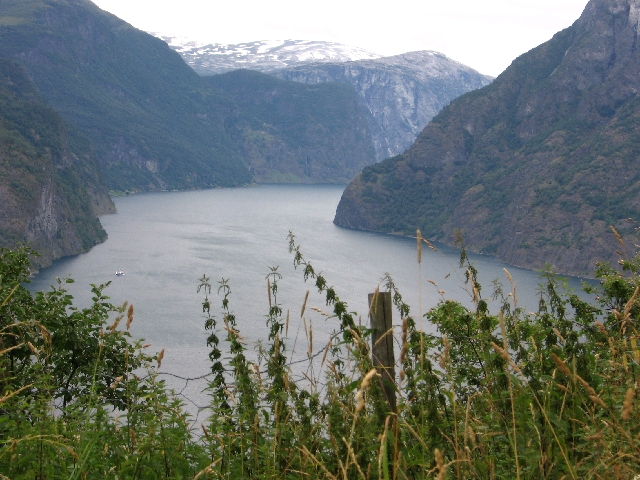
Uitzicht over de Aurlandsfjord
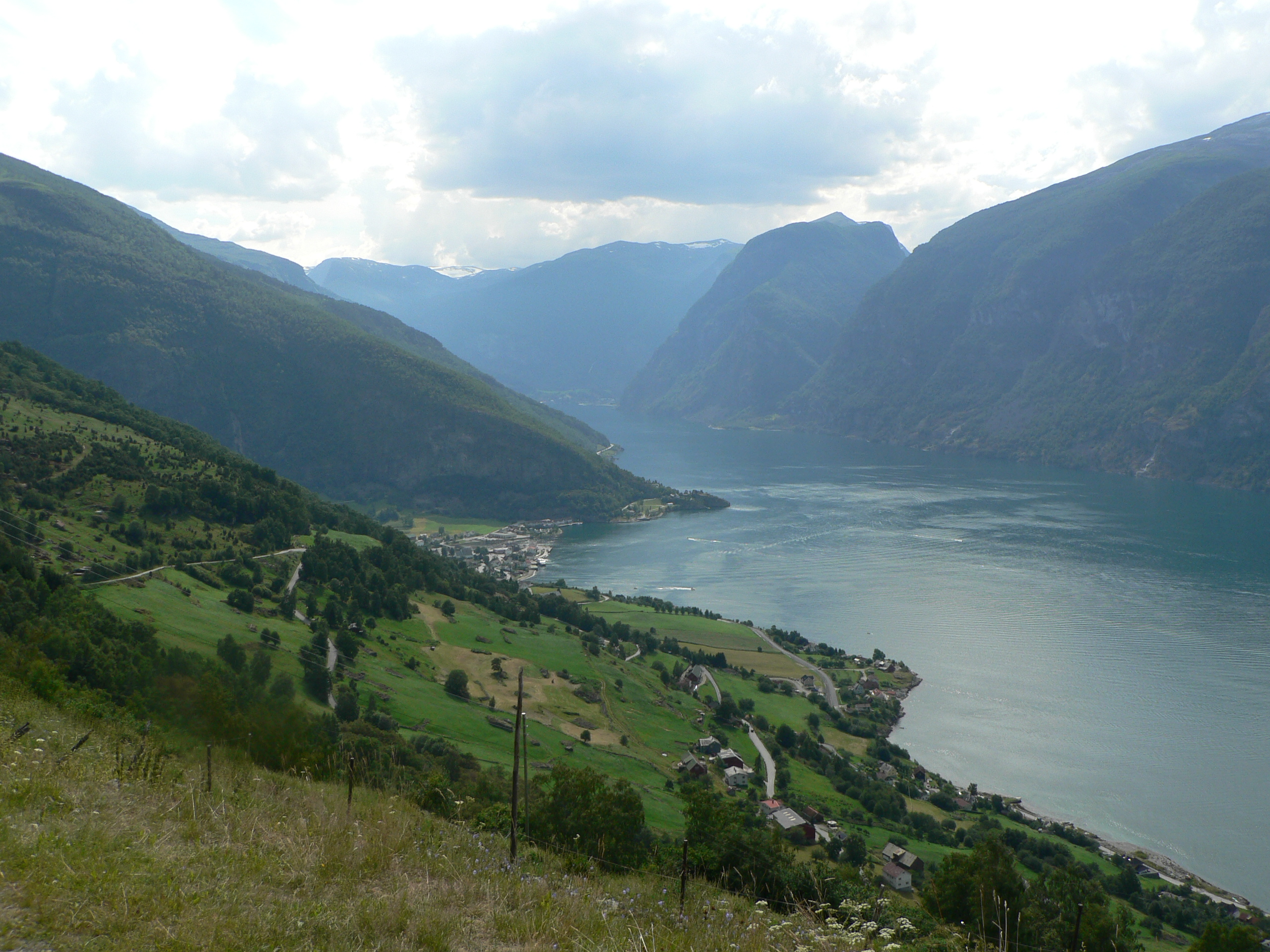
Uitzicht richting Flåm
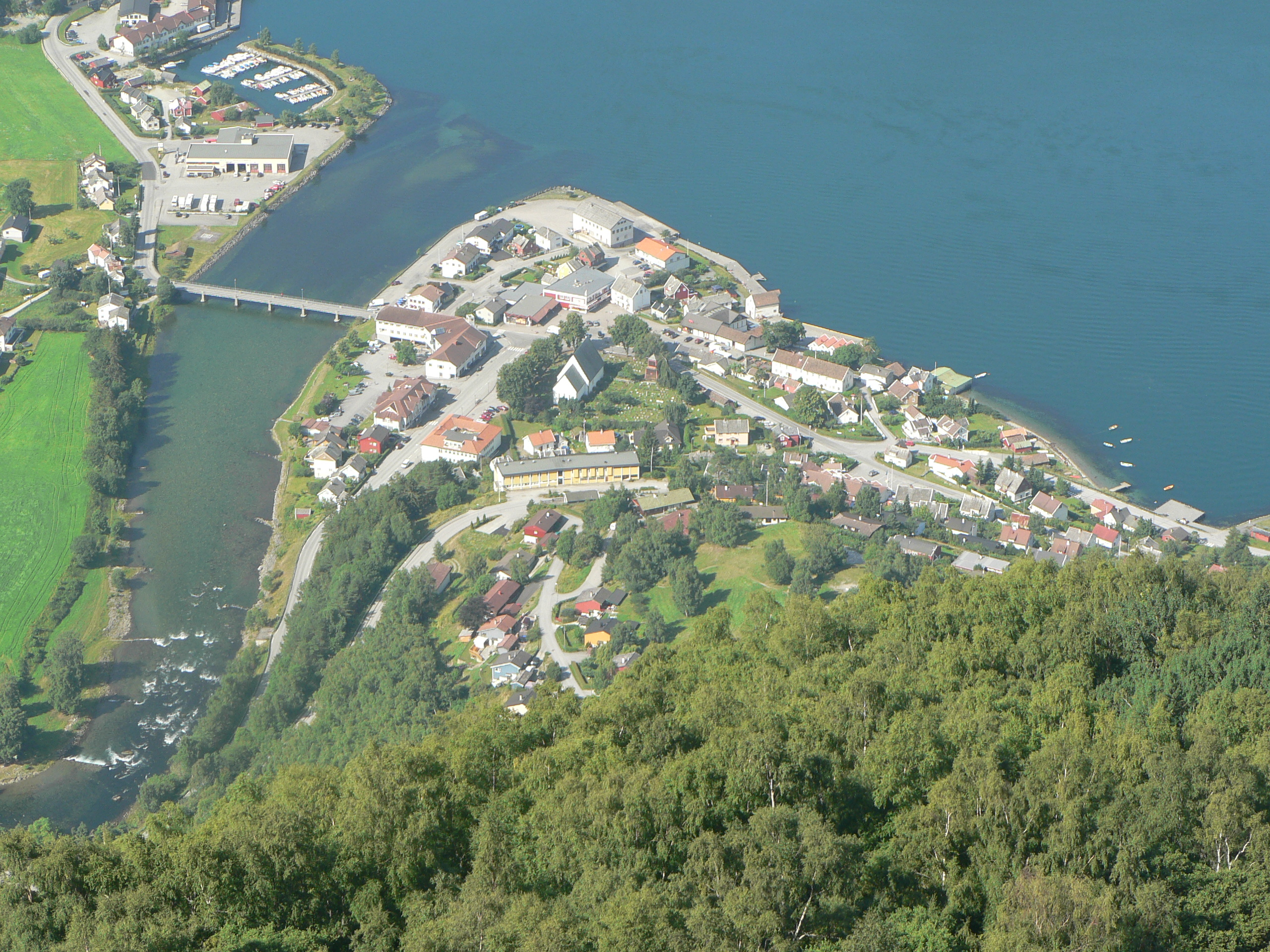
Aurlandsvangen
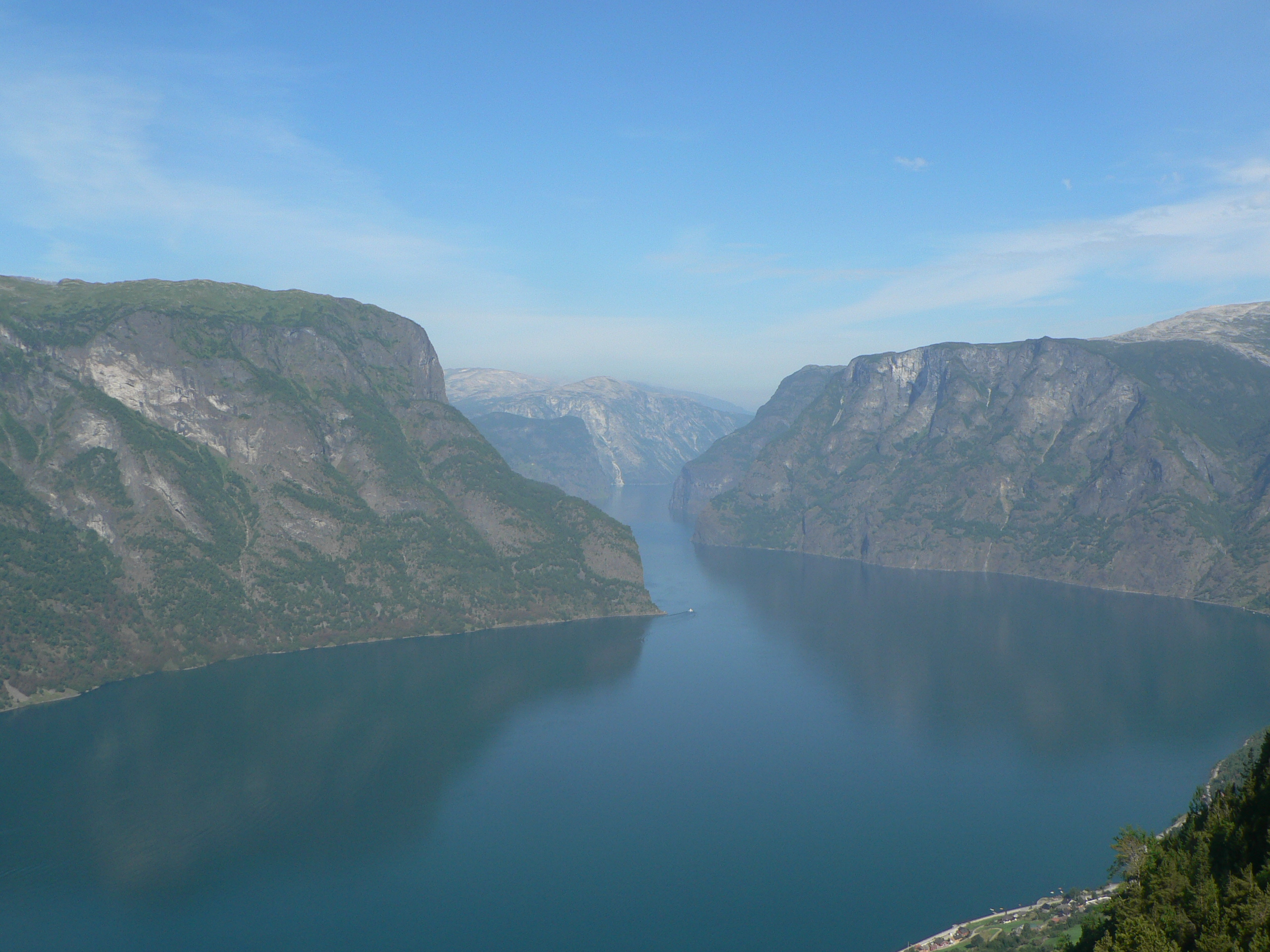
Aurlandsfjord